# Domanín (Morávia do Sul)
Domanín é uma comuna checa localizada na região de Morávia do Sul, distrito de Hodonín.